# Jack Herrick
Pour les articles homonymes, voir Herrick.
 (décembre 2016).
Si vous disposez d'ouvrages ou d'articles de référence ou si vous connaissez des sites web de qualité traitant du thème abordé ici, merci de compléter l'article en donnant les références utiles à sa vérifiabilité et en les liant à la section « Notes et références ».
Jack Herrick, né le 2 juin 1969 à Palo Alto en Californie, est un entrepreneur et homme d'affaires américain.
Il est le fondateur du site de wikiHow, en janvier 2005.

## Biographie
Il a fondé (puis revendu) le site web eHow.